# Molí Canyar
El Molí Canyar és un edifici situat al terme de Potries, a la Safor. L'edifici va ser construït com molí hidràulic, però al llarg del temps ha estat utilitzat també com fàbrica de gel i per a l'hostaleria.

## Context
El molí està situat a la partida de la Campina, al terme de Potries. L'aigua venia des del partidor de la Casa Clara per la séquia Comuna d'Oliva.
L'aigua com a força per moure enginys va tenir gran importància a la Safor. A la Concòrdia de 1511 els molins es descriuen detalladament, i així el Molí Canyar apareix ja esmentat. A més, els molins constituïen una de les principals fonts d'ingressos dels senyorius locals. I així, encara que la presència de molins a la comarca ja havia anat en augment, va ser a partir de la supressió dels senyorius a inicis del segle XIX quan el seu nombre creix més, comptant amb prop de seixanta a finals d'aquesta centúria.
Els molins tenen diversos usos. Un n'és la transformació de la producció agrícola, cosa que en aquest cas porta d'una banda els molins fariners i de l'altra als arrossers. Al segle XVIII consta a la Safor l'existència de producció de blat i dacsa, i l'expansió de l'arròs. A més d'aquests usos, la força hidràulica es pot utilitzar per generar electricitat, com també es va fer al Molí Canyar a inicis del segle XX; i aquesta energia pot vendre's o utilitzar-se, en aquest cas per a la fabricació de gel.

## Història

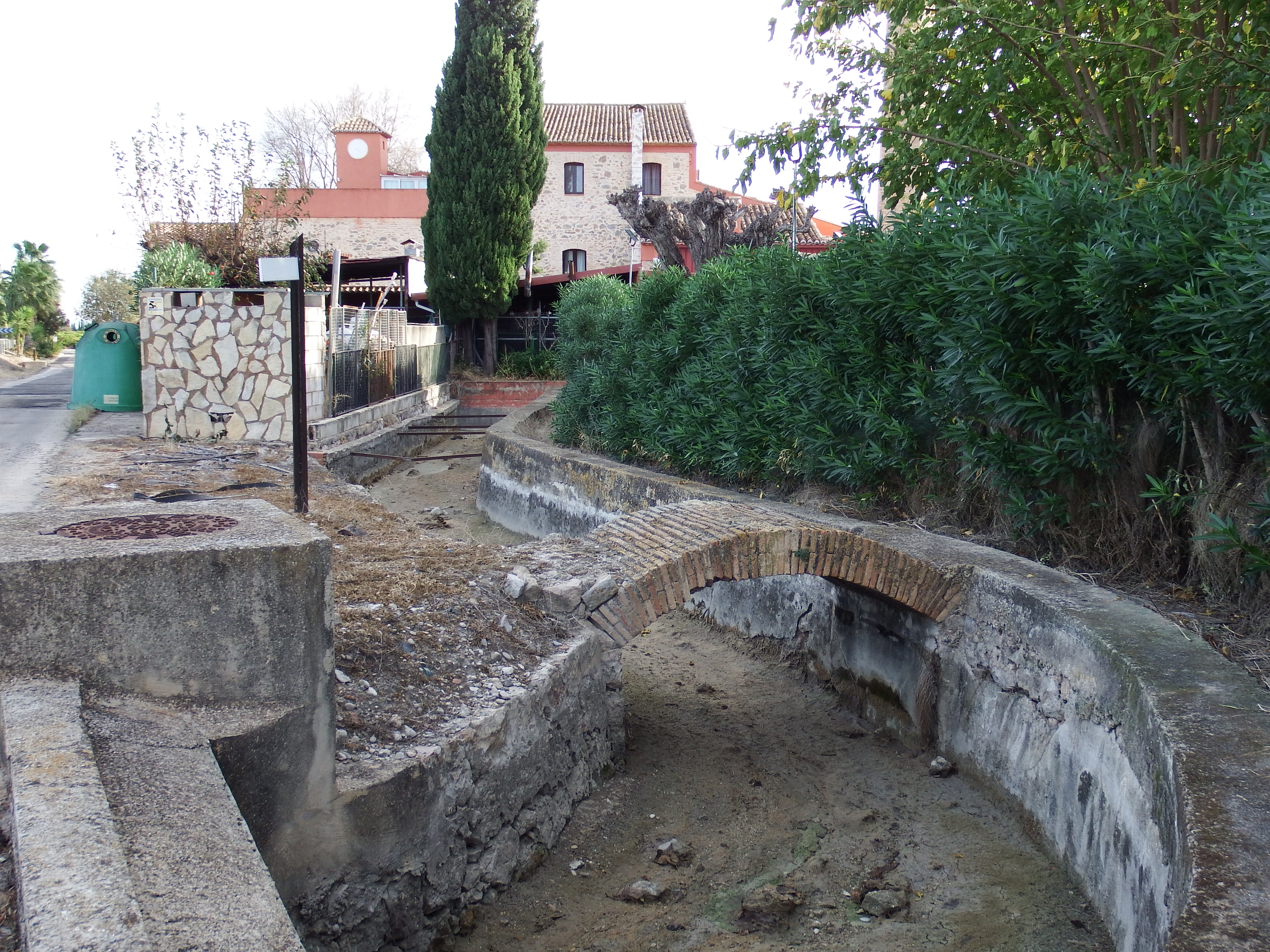
Séquia Comuna d'Oliva accedint al molí

L'aigua com a força per moure enginys va tenir gran importància a la Safor. A la Concòrdia de 1511 els molins es descriuen detalladament, i així el Molí Canyar apareix ja esmentat com a Molí d'Aynat, per ser el seu propietari Gaspar Aynat. Des del segle XVIII conserva el mateix nom que a inicis del segle XXI.
El molí posseïa una mena de bassa i un cup de 136 centímetres de diàmetre i una caiguda de quatre o cinc metres. Tenía dues voltes i dues rodes, amb dues moles farineres i una altra separada per a moldre l'arròs. Com molí arrosser, dispossava d'una pedra troncocònica de tipus trull per blanquejar l'arròs i una moleta d'esmeril per descascar-lo.
En opinió de Josep A. Gisbert Santonja, l'edifici originari de l'antic molí seria enderrocat en construir-se el nou edifici, el qual presenta reminiscències evidents de les construccions dels anys 1920 a la Safor.

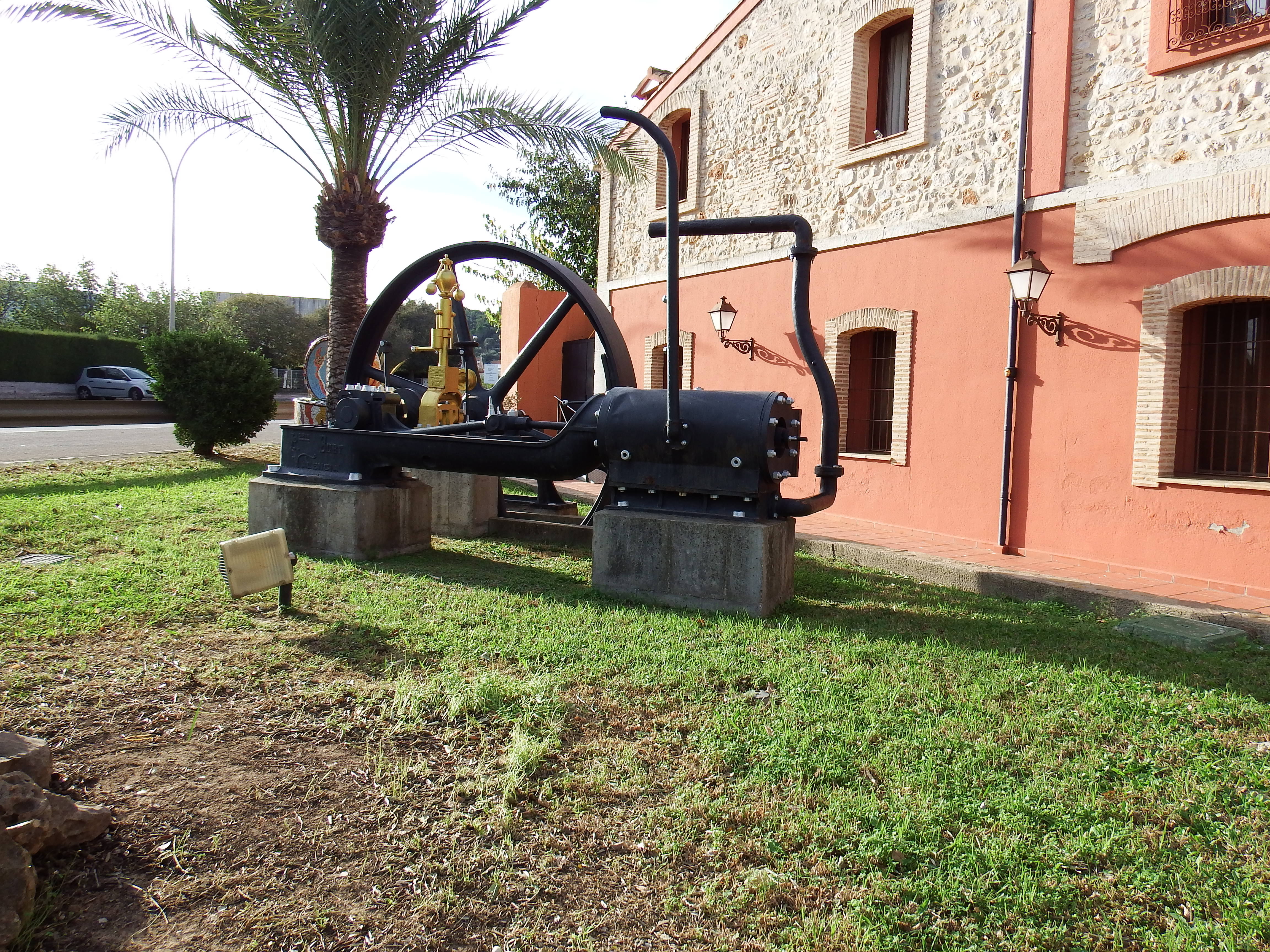
Màquina de vapor

De molí fariner va passar a ser generador d'electricitat per a la il·luminació pública de l'Alqueria de la Comtessa i per al seu autoconsum. Sense deixar de ser molí d'arròs, també va ser fàbrica de gel fins al cessament de la seva activitat transformadora cap al 1974. El gel que es produïa a la fàbrica, a més de distribuït a la comarca de la Safor, era transportat a través del ferrocarril Gandia-Alcoi, la via fèrria del qual limitava amb el mur nord de la fàbrica. Des de l'any 1998 és restaurant, però els seus propietaris han mantingutr el primitiu banc amb dues moles fariners de blat catalanes i les moles industrials del molí d'arròs, així com múltiples engranatges que accionaven els altres mecanismes del molí.

## Descripció
Es distingeixen al conjunt diverses parts diferenciades. La primera seria l'edifici principal. La segona estava constituïda per una sèrie de naus, enderrocades a finals del segle xx, que s'adossaven al sud d'aquest edifici principal. La tercera seria un edifici annex al nord on hi havia la fàbrica de gel. La superfície del conjunt supera els 1.200 metres quadrats.

### Edifici principal
L'edifici principal és de planta rectangular, presenta quatre crugies i disposa de planta baixa i dos pisos superiors a la part central i un als laterals. La part central està coberta amb sostre de teula àrab a dues aigües i les laterals a un sol vessant. La seua fàbrica és de maçoneria carejada, rajola i morter de calç, disposa carreus calcaris a la portada, al filet que separa la planta baixa de les superiors i a les cantoneres (carreus encadenats).
A la façana es localitzen unes obertures simètriques, construïdes amb rajoles i ressalt als emmarcaments, que es tanquen amb reixes de ferro. Aquesta façana té un cert aire classicista, propi de l'arquitectura electrisista de principis del segle xx.
A l'interior les diferents crugies estan delimitades mitjançant bigues gruixudes de fusta i revoltons. En aquest espai hi havia la maquinària i el mobiliari del molí. A la planta baixa es localitzaven les oficines, i a les superiors les dependències domèstiques, que presenten a la cuina rajoles ceràmiques de l'època.

### Naus del sud
Les naus que se situaven al sud, estaven construïdes amb totxo buit, als pilars, i amb blocs d'aglomerat als paraments, tot travat amb ciment. Cap a 1994 estaven pràcticament arrasades, quedant dempeus únicament part dels pilars i els murs.

### Edifici del nord
És de planta rectangular, una mica longitudinal, i s'adossa a la paret mitgera de l'edifici principal. La seua fàbrica és de maçoneria carejada irregular i morter de calç amb abundants gravetes, amb rajoles a la cantonera i als murs enquadraments de les obertures. La part superior del mur septentrional és construïda amb blocs d'aglomerat. A l'interior hi ha un pati central descobert i s'hi poden observar bigues de ferro.

### Xemeneia
El conjunt inclou una xemeneia de rajola. La xemeneia formava part del sistama del forn, on es cremava pallús provenent de l'arròs i es produïa vapor d'aigua, el qual facilitava energia motriu addicional a la produïda pel flux d'aigua per ajudar a moure les moles.